# Puzhu
Puzhu (kinesiska: 蒲竹, 蒲竹瑶族乡) är en socken i Kina. Den ligger i provinsen Hunan, i den södra delen av landet, omkring 230 kilometer söder om provinshuvudstaden Changsha.
Genomsnittlig årsnederbörd är 1 812 millimeter. Den regnigaste månaden är maj, med i genomsnitt 313 mm nederbörd, och den torraste är oktober, med 27 mm nederbörd.